# آمیروو
آمیروو (به لاتین: Amirovo) یک منطقهٔ مسکونی در روسیه است که در باشقیرستان واقع شده‌است.